# Iglesia Católica de San Antonio de Padua (Jersey City)
La Iglesia Católica de San Antonio de Padua (en inglés, St. Anthony of Padua Catholic Church) es una iglesia católica histórica en la sección The Village de Jersey City (Estados Unidos). Es conocido por su antigua escuela y su programa de baloncesto masculino dirigido por Bob Hurley, Sr.

## Historia
Antes de la construcción de la iglesia, los feligreses polacos de Jersey City tenían que tomar un ferry a Nueva York para asistir a la iglesia de San Estanislao. La iglesia fue construida en 1892 para servir a lo que ahora es la parroquia de habla polaca más antigua de Nueva Jersey. Fue agregado al Registro Nacional de Lugares Históricos en 2004.
Durante gran parte de su historia moderna, ha sido conocida por la Escuela secundaria St. Anthony y su histórico programa de baloncesto dirigido por Bob Hurley.